# Charneca
Charneca, auch Charneca do Lumiar, ist eine Gemeinde (freguesia) im  portugiesischen Kreis Lissabon.
Der Schutzpatron der Gemeinde ist der Apostel Bartholomäus, nach dem auch die Kirche Igreja de São Bartolomeu benannt ist.